# Viktória Lukács
Viktória Győri-Lukács (født d. 31. oktober 1995 i Budapest, Ungarn) er en ungarsk håndboldspiller som spiller for Győri Audi ETO KC og Ungarns kvindehåndboldlandshold.

## Meritter
- Nemzeti Bajnokság I:
  - Vinder: 2015
- Magyar Kupa:
  - Vinder: 2017, 2021
- EHF Cup Winners' Cup:
  - Vinder: 2012